# Volsk
Volsk (Russisch: Вольск) of Volgsk is een stad in de Russische oblast Saratov, op 147 kilometer ten noordoosten van Saratov, op de rechteroever van de rivier de Wolga schuin tegenover de monding van de Bolsjoj Irgiz (zijrivier van de Wolga). De stad heeft ongeveer 71.000 inwoners, waarmee het de vijfde stad van de oblast is en vormt het bestuurlijk centrum van het gelijknamige gemeentelijke district Volski.

## Geschiedenis
De stad werd in 1690 gesticht als de visserijnederzetting Malykovka, een sloboda op de plek waar de rivier de Malykovka in de Wolga stroomt. Het gebied was sinds 1632 in handen van het Novospasskaja-klooster uit Moskou, dat het van tsaar Michaël Romanov had verkregen. Zij stuurde een groot aantal lijfeigenen om er een visserijbedrijf op te zetten. Eind 17e eeuw kwamen veel oudgelovigen naar de plek op de vlucht voor de lange arm van de tsaar. De bevolking nam snel toe en in dezelfde tijd werd de eerste houten orthodoxe kerk gebouwd. Peter de Grote, die het niet zo had op de geestelijkheid, gaf Malykovka en omliggende landerijen in 1710 aan zijn vriend de corrupte prins Mensjikov, die het echter nooit bezocht, maar het liet beheren door een van zijn ondergeschikten. In 1728, toen Mensjikov uiteindelijk van zijn status werd beroofd en verbannen werd, werden zijn bezittingen verbeurd verklaard en kwam Malykovka aan de Russische schatkist. Dit zorgde voor een economische bloei. In 1766 woonden er reeds 4000 mensen en telde de plaats verschillende kerken. In 1746 werd een stenen kerk (de Johannes de Doperkerk) gebouwd, die tot op heden bewaard is gebleven. De plaats lag in de bossen en bood voldoende ruimte om uit te breiden, waardoor de inwoners riante houten huizen konden bouwen met banya's, graanschuren en voorraadkelders.
Aan het einde van de 18e eeuw verkreeg prins A. Vazjemski van tsarina Catharina de Grote een landgoed, dat hij zelf mocht uitzoeken. Vjazemski kende het gebied niet en liet zich bijstaan door een klerk (pisar) uit het dorpje Malykovskaja sloboda, oudgelovige Vasili Zlobin. Deze kreeg hiervoor een vorstelijk salaris, waardoor hij in een klap veranderde van een pauper naar een miljonair. Door toedoen van Vjazemski verkreeg Malykovka in 1780 stadsrechten, waarbij Zlobin de eerste burgemeester werd. De stad, die toen onderdeel vormde van het gouvernement Saratov, kreeg toen de naam Volgsk (Волгск), die in de loop van de negentiende eeuw vanwege de moeilijke uitspraak veranderde in Volzjsk en vervolgens in Volsk. Onder Zlobin, die al snel veel contacten kreeg aan het hof in Sint-Petersburg, maakte de stad een grote groei door. Dit kwam doordat Zlobin door zijn contacten vele gelden kon aanwendden voor zijn stad en zijn machtige vrienden aan het hof zover wist te krijgen dat ze grote voorraden voor het Russische leger in Volsk gingen betrekken.
In 1792 brak een grote brand uit in Volsk, waarbij 372 huizen in de as werden gelegd. Hierop werd een brandveiligheidsplan opgesteld voor de stad en werd een nieuw stratenpatroon uitgewerkt met een gridstructuur. Tussen dat jaar en 1797 breidde de stad zich snel uit met houten huizen langs straten langs de oevers van de Wolga en langs straten daar haaks op staande. Deze huizen werden vanwege de duurzaamheid vaak gemaakt van larikshout en een aantal hiervan zijn bewaard gebleven. Begin 19e eeuw werd een nieuw stadsplan opgesteld, waarbij uitgegaan werd van een grote uitbreiding. De Russische minister van binnenlandse zaken Kotsjoebej, die in contact kwam met Zlobin (die in de adelstand was opgenomen en vanaf 1812 in Sint-Petersburg ging wonen) zorgde ervoor dat de hoofdstraten werden geplaveid. Op plaatsen waar niet gebouwd kon worden werden grote boomgaarden aangelegd.
De invasie van Napoleon in 1812 zorgde voor een sterke reductie van de instroom van gelden uit de schatkist. Zlobin, die gigantische banketten gaf voor de adel in Sint-Petersburg, stak zich mede hierdoor diep in de schulden. Deze kon hij niet meer afbetalen en hij moest daardoor noodgedwongen een groot deel van zijn eigen bezittingen weer verkopen. Hij stierf uiteindelijk met grote schulden, waarvan het resterende deel 15 jaar na zijn dood door tsaar Nicolaas I werd kwijtgescholden vanwege zijn verdiensten voor het land. Een groot aantal stedenbouwkundige projecten die hij had opgestart begin 19e eeuw bleven echter wegens gebrek aan financiering half afgebouwd. Sommige gebouwen stonden er na 50 jaar nog steeds zo bij. De handel in Volsk nam af in de eerste helft van de 19e eeuw en veel fraaie stenen gebouwen verdwenen.
Het bedrijfsleven wist echter op te krabbelen en in de 19e eeuw werd de stad een bloeiend graancentrum. Met name tarwe en meel waren belangrijke producten. Voor het malen van meel werden hele cascades van dammen aangelegd in de Grote en Kleine Malykovka. Aan het einde van de 19e eeuw werd de noordzijde van het handelsgebied geherstructureerd, waarbij een aantal koopmanshuizen verdwenen en drie fraaie appartementsgebouwen verrezen met een combinatie van Russische, classicistische en modernistische architectuur, die het aanzien hebben van bojarenhuizen en na de Russische Revolutie door het communistische bestuur werden ingenomen. Aan het einde van de 19e eeuw maakte de stad een nieuwe bloei door wat tot uiting kwam in nieuwe fraaie gebouwen. In die tijd werd ook een stoomlocomotiefdepot gebouwd voor de lijn van Volsk naar Karaboelak. Eind 19e eeuw werden ook grote voorraden grondstof voor cement gevonden, hetgeen leidde tot de opkomst van de industrie in de stad. Vanaf de jaren 30 werden hoogwaardige lagen gaize (opoka; vermaard vanwege de goede absorberende eigenschappen) ontgonnen bij de stad en gebruikt als cementverbeteraar. Dit leidde tot de snelle vernietiging van de kalkachtige heuvels rond de stad en zorgden voor een ecologische catastrofe. In de jaren 30 werden veel kenmerkende kerken en kathedralen gesloopt door de communisten.
Tussen 1922 en 1933 had de Weimarrepubliek hier en in Tomka een geheim militair samenwerkingsverband met de sovjets, waartoe een school voor chemische oorlogsvoering in Volsk behoorde.

## Economie
Na de Russische Revolutie groeide Volsk uit tot een belangrijk centrum voor de cementindustrie, hetgeen het tot op heden is gebleven (de bedrijven Volsktsement en Industry-plus). Daarnaast bevindt zich er een machinefabriek en fabrieken voor de productie van asbestcement, melkproducten en kleren, alsook een brouwerij. Een wapenfabriek in de stad produceert onder andere het Russische antitankwapen AT-14 Kornet.

## Bezienswaardigheden
In Volsk bevindt zich een streekmuseum met een schilderijengalerij en een dramatheater. De belangrijkste stedelijke architectuur wordt gevormd door Classicistische Russische stenen gebouwen uit het begin van de 19e eeuw, waaronder het huis van handelaar Menkov (het streekmuseum), de koopmanshuizen, een gostiny rjad (de enige in de Wolgaregio met twee verdiepingen) en een zemstvogebouw. Niet ver van de stad bevindt zich aan de kust van de Wolga het bekende uit 1978 stammende pension Svetlana. In de stad bevindt zich ook de militaire hogeschool voor de etappedienst van Volsk, die verantwoordelijk was voor de voorziening van voedsel aan militaire officieren en voorraden aan alle primaire structuren. Nu vormt dit een afdeling van de militaire academie voor logistiek en transport.

## Demografie
| 1766  | 1861    | 1897   | 1910   | 1926   | 1939   | 1959   | 1970   | 1979   | 1989   | 2002   |
| ----- | ------- | ------ | ------ | ------ | ------ | ------ | ------ | ------ | ------ | ------ |
| 4.000 | <23.000 | 26.500 | 32.000 | 35.500 | 56.100 | 61.800 | 69.200 | 65.700 | 65.683 | 71.124 |